# Andrea Bertozzi
Pour les articles homonymes, voir Bertozzi.
Andrea Louise Bertozzi (née en 1965) est une mathématicienne américaine. Ses sujets de recherche sont les équations aux dérivées partielles non-linéaires et les mathématiques appliquées.

## Biographie
Elle a obtenu une licence et une maîtrise de l'Université de Princeton, suivie par sa thèse de doctorat de l'université de Princeton en 1991, thèse intitulée Existence, Uniqueness, and a Characterization of Solutions to the Contour Dynamics Equation. Avant de rejoindre l'UCLA en 2003, Bertozzi a été professeure  "L. E. Dickson" à l'Université de Chicago, puis professeure de mathématiques et de physique à l'Université Duke. À l'Université de Chicago, elle a d'abord commencé à étudier les mathématiques des films minces. Elle a passé un an au Laboratoire National d'Argonne comme Maria Goeppert-Mayer Distinguished Scholar. Elle a coécrit le livre Vorticity and Incompressible Flow, qui a été publié en 2000.
Elle est membre du corps professoral de l'Université de Californie à Los Angeles, en tant que professeure de mathématiques et directrice du département de Mathématiques Appliquées. Là, entre autres choses, elle a travaillé avec Jeffrey Brantingham et d'autres collègues à appliquer les mathématiques aux schémas de la criminalité urbaine, recherche qui a fait la couverture du 2 mars 2010 de la revue des travaux de l'Académie nationale des sciences. Bertozzi a également parlé du sujet des mathématiques de la délinquance, à la rencontre annuelle 2010 de l'Association américaine pour l'avancement des sciences.
Elle est la sœur aînée de la chimiste Carolyn Bertozzi. Son père, William Bertozzi, était professeur de physique au Massachusetts Institute of Technology.

## Prix et distinctions
En 1995 Bertozzi a reçu une bourse de recherche de la Alfred P. Sloan Foundation. En 1996, elle a reçu le Presidential Early Career Award for Scientists and Engineers de l'US Office of Naval Research. Elle apparaît dans le livre Encyclopédie des Scientifiques du Monde entier, par Elizabeth H. Oakes, publié en 2007. Elle a également été lauréate en 2009 de la Conférence Sofia Kovalevskaïa de l'Association for Women in Mathematics-Society for Industrial and Applied Mathematics, et a été élue membre de la Society for Industrial and Applied Mathematics en 2010.
En 2010, elle a été élue à l'Académie américaine des arts et des sciences. En 2012, elle est devenue fellow de l'American Mathematical Society. En 2013, elle devient titulaire de la Chaire Betsy Bois Knapp pour l'Innovation et la Créativité à l'UCLA.
En 2016, elle est devenue Fellow de la Société américaine de physique.
Bertozzi a été nommée comme l'un des chercheurs "très cités" en 2015 et 2016 par Thomson-Reuters.
La conférence Noether 2021 devait être donnée par Andrea Bertozzi, mais elle a été annulée en raison des connexions de Bertozzi avec la police et l'annulation est intervenue durant les manifestations et émeutes consécutives à la mort de George Floyd: "This decision comes as many of this nation rise up in protest over  racial discrimination and brutality by police".